# Sparta
Sparta (in dialetto dorico Σπάρτα, Spártā; in ionico-attico Σπάρτη, Spártē, passato al greco moderno Σπάρτη, Spártī; da σπείρω spèirō, cioè "spargere", "seminare"), nel periodo miceneo Lacedemone (Λακεδαίμων, Lakedaímōn), era una delle più influenti poleis della Grecia antica, sorta al centro della Laconia nel Peloponneso intorno al X secolo a.C. Sulla sua storia spesso è complicato distinguere tra realtà e leggenda; possedeva infatti una cultura così peculiare, che molte delle fonti storiche rimasero impressionate dal suo mito e le loro testimonianze al riguardo peccano talora di affidabilità.
Tale aura leggendaria era alimentata dalla stessa Sparta e dal suo esercito che contribuì a tramandare quello che gli storici chiamano "miraggio spartano". In prossimità della città antica sorge oggi il comune greco di Sparta.

## Storia
La prima certa prova di insediamento umano nella regione di Sparta consiste in ceramiche risalenti al periodo medio-neolitico, trovate nelle vicinanze di Kouphovouno a circa due chilometri a sud-ovest di Sparta. Nel complesso le prove abitative in tutta la Laconia sono sparse e rare. Nella zona di Sparta non si sono scoperti grandi resti come quelli di Micene, Tirinto e Pilo, ma comunque la zona aveva una certa densità di popolazione, soprattutto nella valle dell'Eurota, fertile e ben irrigata. Sono stati individuati 21 siti archeologici abitati già nel XXIII secolo a.C. tra cui il Menelaion, Amicle, Vaphio, Pellana, Haghios Stephanos sulla costa e Therapnes sulle alture ad oriente.
La città è nota dalle tavolette in lineare B (in greco miceneo) come Ra-ke-da-mi-ni-jo, corrispondente al greco classico Λακεδαιμόνιος, Lakedaimonios.
Data l'importante quantità di reperti archeologici nel villaggio di Amicle si ritiene che la Sparta del periodo miceneo, Lacedaemon, debba situarsi in tale regione, circa 5 km a sud della Sparta dorica. Questo peraltro concorderebbe con i numerosi miti ambientati ad Amicle. Un'altra ipotesi di localizzazione di Lacedaemon invece riguarda Haghios Vasileios, a circa 10 km a sud di Sparta, sito caratterizzato da edifici di notevoli dimensioni e da un numero cospicuo di tavolette in lineare B.
Nel XII secolo a.C. la Laconia sembra disabitata. Non si rilevano tracce archeologiche di ondate distruttive, ma solo una riduzione drastica nel numero di siti abitati.
Ogni tentativo quindi di adattare il quadro noto dalla mitologia è risultato improduttivo: in particolare si ricordano le vicende raccontate dal mito degli Egeidi, un gruppo militare disceso dagli Sparti di Tebe, che giungono in Laconia due volte, una per conquistare Amicle per conto della vicina Lacedaemon, e una seconda volta a guida dei Dori, durante il noto ritorno degli Eraclidi. Questo ha portato alcuni studiosi a collegare il nome di "Sparta" agli Sparti di Tebe, comunque in maniera insoddisfacente: infatti un'altra tradizione riporta che l'ausilio a Lacedaemon venne non dagli Egeidi di Tebe ma dagli omonimi Egeidi di Atene (la stirpe di Egeo); inoltre esistono altri miti che riportano analogamente l'origine dell'uomo da sassi seminati (gioco di parole tra laoi "popoli" e laes "pietre") come nel mito di Deucalione e Pirra o in quello di Erittonio, quindi collegare etimologicamente "Sparta" agli Spartoi di Tebe risulta per ora un'ipotesi poco solida.

## Le tradizioni leggendarie

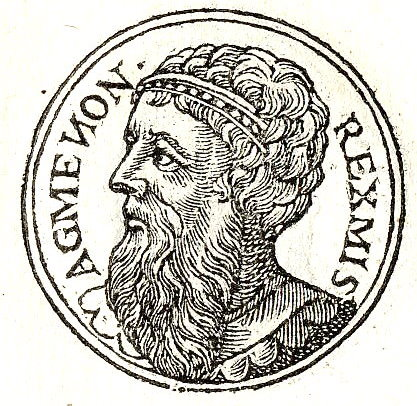
Rappresentazione di Agamennone

Secondo Pausania (nel libro III della sua Periegesi della Grecia), il primo re della Laconia si chiamava Lelego. Suo figlio (o nipote secondo gli autori) Eurota prosciugò la pianura paludosa e diede il nome al fiume Eurota che scorre da essa. Non avendo alcun erede maschio, lasciò il suo regno a Lacedemone figlio di Zeus e della Pleiade Taigete (che dà il nome alla montagna che domina Sparta). Questi sposò Sparta, figlia di Eurota, dalla quale ebbe un figlio, Amicla, e una figlia, Euridice. Lacedemone fu re della Laconia e secondo la tradizione fondò la città che porta il suo nome. Seguendo il suo esempio, uno dei suoi figli, Amicla, fondò la città di Amicla.
Un nipote di Amicla, Ebalo, sposa Gorgofone, figlia di Perseo. Suo figlio, Tindaro, vede il suo trono disputato. Obbligato a fuggire in Messenia, gli viene restituito il trono da Eracle. La sovranità passa poi ai suoi figli, sino a Menelao, suo genero. All'epoca della guerra di Troia, nel XIII secolo a.C., sarebbe appartenuta al regno di Menelao, marito di Elena e fratello di Agamennone, che governava il Peloponneso nord-orientale dalla sua reggia di Micene. Ciò si ricollega ai racconti dell'Iliade, dove Sparta gioca un ruolo importante, visto che è Menelao il marito deriso da Elena, sua moglie, e dal principe troiano Paride.
L'"incavata Lacedemone" è ricordata nell'Iliade di Omero, nel Catalogo delle navi (II 581), dove si fa riferimento ad un'ampia regione comprendente 9 borgate tra cui: Brisee, Oitylo, Augea, Fari, Sparta, Amicle, Elos e Las. Menelao porta 60 navi, un numero importante ma minore rispetto alle 100 di Agamennone, le 90 di Nestore e le 80 di Diomede. Nella canzone IV, Sparta è menzionata tra le tre città che sono "care a tutti" da Era, con Argo e Micene. Nell'Odissea, opera posteriore, il toponimo "Sparta" compare 8 volte contro le 7 di "Lacedemone".
A Menelao succede Oreste, suo nipote. Discendente di Oreste è Aristodemo, padre dei gemelli Euristene e Procle, da cui si origineranno le famiglie reali di Sparta. Un'altra tradizione è quella degli Eraclidi. Aristodemo muore a Lepanto prima del ritorno dei Dori nel Peloponneso, identificati dagli antichi come il "ritorno degli Eraclidi". Dopo la conquista del Peloponneso, i suoi figli diventeranno i primi due re della Laconia e della città di Lacedomone, che in seguito prese il nome di Sparta.
Associando l'arrivo dei Dori distruttori stranieri con il ritorno degli Eraclidi, greci del primo periodo, gli Spartani possono giustificare la loro presenza in Laconia, in quanto il mito permetteva loro di considerarsi autoctoni, "greci di ritorno", allontanati e poi tornati alle proprie terre secondo un movimento ciclico frequentemente descritto nella mitologia greca.
Gli Spartani hanno cercato di mantenere vivo il ricordo di queste origini nobili ricercando all'interno dei propri culti dei legami con i personaggi omerici. All'interno della polis possiamo quindi trovare un santuario di Elena e in Laconia un tempio di Menelao, un santuario di Alessandra (che gli Amiclei identificavano con Cassandra, figlia di Priamo) e due santuari di Achille. Risulta comunque un quadro povero, come descritto da Tucidide nella sua Guerra del Peloponneso (I, 10), partendo dalla constatazione delle rovine di Micene:

## La Sparta dorica
La Sparta dorica ebbe origine nel X secolo a.C. per sinecismo, ossia riunendo almeno 4 villaggi distinti: Cinosura, Limne, Mesoa e Pitane. Questo fatto può spiegare in parte perché la città fosse governata da due re, di due diverse dinastie: la più antica, quella degli Agiadi, forse proveniente da Pitane, e quella degli Euripontidi, originaria di Limne o di Cinosura. La comunità spartana era formata da diverse tribù, gli Illei, i Panfili e i Dimani, ciascuna delle quali riuniva più fratrie, le quali, a loro volta, erano costituite ciascuna da un insieme di famiglie.
La struttura originaria, di uno Stato formato da villaggi sparsi, potrebbe giustificare il nome di Σπάρτη, che significa non solo "seminata" ma anche "dispersa".

## L'espansione e le guerre messeniche

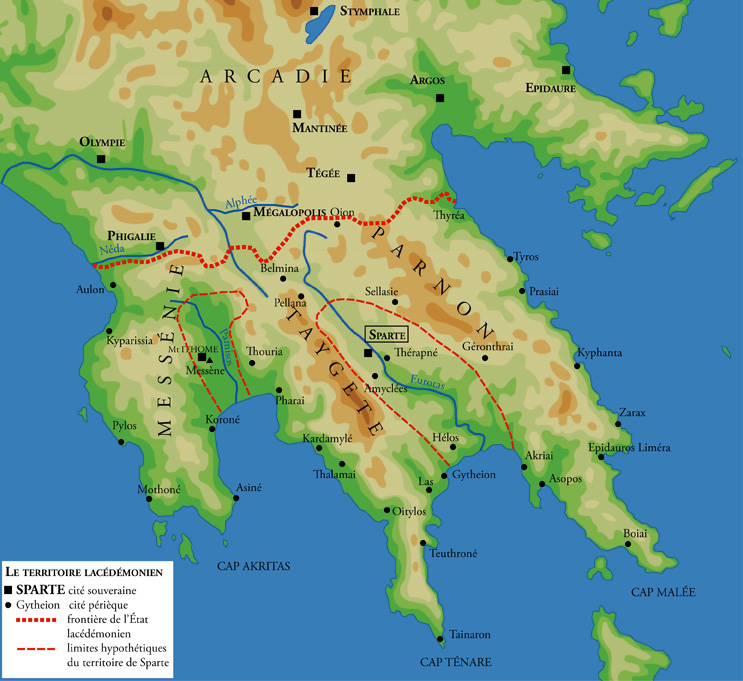
L'espansione di Sparta dopo le guerre messeniche

L'espansione di Sparta in Laconia sarebbe iniziata nell'VIII secolo, sotto la guida dei re Archelao e Carilao (ca 770-760 a.C.) annettendo il territorio lungo il corso settentrionale dell'Eurota e poi, «durante il regno di Teleclo [ ... ] non molto prima della Guerra messenica» e cioè verso il 750 a.C., con la colonizzazione di Fari e Gerantre e l'annessione di Amicle e dei suoi abitanti nella comunità spartana che consentì la rapida annessione di tutta la valle meridionale dell'Eurota, avvenuta dopo il 740 a.C. al comando del re Alcamene, compresa la città di Elo, i cui abitanti furono resi schiavi. Dal nome della città avrebbe avuto origine, secondo la tradizione greca, il termine di Iloti.
L'eventuale espansione di Sparta a oriente e sul mare avrebbe dovuto scontrarsi con la potenza di Argo; fra la montagnosa Arcadia, a nord, e la pianura della Messenia, ad occidente, gli Spartani scelsero quest'ultima, «buona da lavorare e da piantare», come nota Tirteo. Prendendo a pretesto l'assassinio di re Teleclo (740 a.C.) attribuito ai Messeni e assistita da mercenari cretesi e corinzi - mentre la Messenia beneficiava del sostegno delle tribù arcadiche, di Argo e di Sicione - Sparta iniziò una guerra ventennale (la prima guerra messenica) che si concluse con la caduta dell'ultimo bastione messenico del monte Itome (intorno al 715 a.C.).
Alcuni aristocratici messeni fuggirono in Arcadia mentre la massa della popolazione fu costretta a versare metà della sua produzione agricola ai nuovi padroni. Tirteo, che è la nostra principale fonte sull'argomento, scrive che: «Come asini sotto una pesante soma, erano costretti a trasportare per i loro padroni la metà di tutte le messi che un campo poteva produrre». Non vi fu un'occupazione militare e una cinquantina d'anni dopo i nuovi tributari insorsero, approfittando della sconfitta subita da Sparta a Ilie nel 669 a.C. per mano di Argo, che aveva compreso da tempo la pericolosità dell'espansionismo spartano.
La seconda guerra messenica durò una decina di anni e si concluse con l'annessione di gran parte del territorio della Messenia e la riduzione dei suoi abitanti alla condizione di Iloti; solo le città costiere mantennero una relativa indipendenza prendendo lo statuto di città periecie.
La conquista della Messenia influenzò tutta la politica spartana. A differenza delle altre città greche, che sopperivano alla mancanza di terre colonizzando i territori d'oltremare, Sparta – a parte l'episodio della colonizzazione di Taranto nel 706 a.C. – dedicò tutte le sue energie allo sfruttamento della nuova ricchezza che l'aveva resa la città più potente del Peloponneso.
Durante la seconda guerra messenica l'esercito spartano adottò una nuova tecnica militare, nella quale raggiunse l'eccellenza, basata sull'impiego di opliti schierati in formazione chiusa. Questa tattica, nella quale erano essenziali il coordinamento e la disciplina e non le iniziative individuali, influenzò profondamente la cultura spartana. L'ordinamento dello stato spartano che conosciamo in epoca classica è in misura significativa il risultato dell'organizzazione delle formazioni oplitiche.
Dopo la definitiva sottomissione della Messenia, i potenziali rivali ai confini di Sparta erano l'Arcadia e Argo; alla metà del VI secolo a.C. Sparta sconfisse le città arcadiche, Tegea in primis, impegnandole ad "avere gli stessi amici e nemici dei Lacedemoni". Nasceva così il primo embrione della futura Lega Peloponnesiaca. Gli Spartani, a differenza di prima, utilizzarono gli iloti in ambito militare. La posizione di Sparta nel Peloponneso si rafforzò ulteriormente dopo un'importante vittoria su Argo, ottenuta intorno al 546 a.C., che le consentì di impadronirsi della regione nord-orientale della Cinuria e della fascia costiera fino a Capo Malea.
A metà del VI secolo a.C. Sparta aveva raggiunto lo status di potenza regionale, avviata verso l'egemonia del Peloponneso attraverso il tipico ordinamento, descritto nei prossimi paragrafi, che la rese famosa nel mondo greco e nel ricordo delle epoche successive.

## Sparta in epoca classica

### Le classi sociali

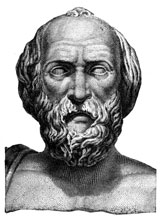
Licurgo

Sparta, come tutte le poleis greche, sin dal principio fu una monarchia, con la particolarità di avere due re (diarchia), appartenenti a due distinte dinastie. Secondo la leggenda, il legislatore Licurgo, conservando l'istituto monarchico, introdusse le altre forme caratteristiche della costituzione spartana. Per Aristotele, Sparta era la più democratica delle città greche, in quanto quella che spesso viene definita una oligarchia aristocratica che governava la città, era formata in realtà da tutti i cittadini, ossia gli Spartiati, cioè i discendenti dei Dori che occuparono la Laconia e sottomisero i Messeni.
L'apella era l'assemblea di tutti gli Spartiati che avevano compiuto trent'anni. Si riuniva una volta al mese, eleggeva gli efori e i membri della gherusia, approvandone o respingendone le proposte. La Gherusia (senato), che era composta dai due re e da altri 28 componenti (gheronti), eletti a vita tra gli Spartiati di almeno sessant'anni, curava i rapporti con gli altri Stati, stipulava i trattati e faceva le leggi. Gli Efori erano cinque e controllavano l'applicazione delle leggi, il comportamento dei cittadini, l'amministrazione della giustizia e l'operato dei Re-sacerdoti.
Nel tempo le attribuzioni dell'apella (alla quale anticamente competeva anche l'iniziativa legislativa) furono sempre più limitate a favore della gherusia e il controllo da parte degli efori privò i re di molto del loro potere.

#### Gli Spartiati
Plutarco scrive:
(Plutarco, Vita di Licurgo, 8)
Le terre furono divise in parti eguali (kléroi); ogni lotto veniva assegnato alla nascita a ogni spartiate e coltivato dagli iloti, gli stessi ex coltivatori laconi e poi messeni resi schiavi, di proprietà dello Stato. Tali primitivi appezzamenti erano inalienabili, perché rimanevano di proprietà dello Stato e ogni cittadino spartano aveva così la garanzia d'indipendenza economica, corrispondente al godimento dei diritti politici e al riconoscimento di «uguaglianza» con gli altri concittadini: gli Spartani liberi – gli Spartiati – si definivano infatti gli homòioi, gli eguali (anche se ciò si basava solo sull'uguaglianza politica e non su quella economica). Tuttavia le nuove terre conquistate potevano essere oggetto di commercio e negli Spartiati sussistevano differenze anche notevoli di condizione economica.
Sollevati dal lavoro produttivo, erano tenuti a dedicare il proprio tempo e il proprio denaro solo alle armi e ai sissizi, i banchetti comunitari: chi non fosse stato in grado di sostenere quest'onere avrebbe perduto i diritti di cittadinanza.
Lo storico William George Forrest (1925 - 1997) nel suo libro su Sparta dà una particolare valutazione storica sulla città, particolarmente dopo che Atene nel 404 a.C. perse la guerra del Peloponneso, non riducendo la rivalità tra le due città greche al conflitto oligarchia - democrazia. A tale proposito, circa Atene, scrive così: «In tal modo fallì il suo ambizioso disegno imperialistico e crollò quello splendido mondo che essa aveva già costruito per abbagliare durante mezzo secolo l'intera Grecia. (...) Come poteva la rozza e arcaica Sparta aver sconfitto Atene?». Giovani ateniesi quali Platone, Senofonte e Isocrate svilupparono il loro pensiero condizionati da questa stessa domanda, scrive Forrest.
Per essere Spartiati occorreva soddisfare un insieme di condizioni. In primo luogo entrambi i genitori dovevano appartenere a famiglie spartiati. Coloro che erano nati da un padre spartiate e una madre di condizione ilotica erano detti motaci: essi godevano di alcuni privilegi, come ricevere la stessa educazione dei cittadini a pieno diritto ed essere ammessi occasionalmente ai sissizi, ma erano privi dei diritti politici. Secondo il mito greco, tramandatoci dallo storico Plutarco, i bambini nati da genitori entrambi spartiati venivano esaminati dagli anziani e, se non giudicati idonei fisicamente, abbandonati a morire sul monte Taigeto. Tuttavia questa teoria non è supportata da scavi archeologici ed è stata smentita dallo studio dell'antropologo Tehodoro Pitsios, della Facoltà di Medicina di Atene, il quale ha appurato che tutti i resti umani ritrovati nell'area del monte appartenevano a individui di sesso maschile di età compresa tra i 18 e i 35 anni. Per divenire effettivamente cittadini bisognava percorrere con successo l'iter educativo previsto. Infine, come abbiamo visto, per rimanere nella condizione di cittadino a pieno diritto occorreva avere un livello di reddito che consentisse di adempiere ai propri obblighi: chi non riusciva a soddisfare questa condizione veniva retrocesso tra gli hypomeiones (inferiori), cittadini di seconda classe che, come i motaci, avevano alcuni diritti ma non quelli politici.
Gli Spartiati, fin dai sei anni, si dedicavano esclusivamente agli esercizi militari, compiuti in un regime di vita comunitario; a diciannove anni erano ammessi nell'esercito, divenendo opliti e a trenta potevano formarsi una famiglia, continuando l'addestramento militare fino a sessant'anni. In questo modo riuscirono a costituire un esercito professionale, il più forte e disciplinato di tutta la Grecia, fino alla perdita della Messenia, il lavoro dei cui schiavi aveva reso possibile a ogni Spartiate un regime di addestramento a tempo pieno.
Un ruolo importante nella classe degli Spartiati era esercitato dalle donne; spettava infatti a loro la conduzione dell'economia familiare, in particolare sorvegliare e dirigere il lavoro degli iloti, dal quale dipendeva lo stato economico della famiglia.
Era uso degli Spartiati portare i capelli lunghi: secondo Erodoto tale uso venne introdotto dopo la conquista di Tirea, che ebbe luogo nel vasto contesto delle guerre contro Argo. Decisero Argivi e Spartiati di combattere per il possesso di quella città inviando ciascuno trecento campioni, affinché combattessero invece degli eserciti. Solo Alcenore e Cromio resistettero tra gli Argivi, mentre l'unico sopravvissuto degli Spartati fu Otriade. Non riuscendo le due città ad accordarsi sul risultato della gara (gli Argivi sostenevano di aver vinto poiché alla fine dello scontro erano in superiorità numerica, mentre gli Spartiati interpretarono l'allontanarsi dei due Argivi dal campo come una fuga) scoppiò un secondo conflitto, vinto dagli Spartiati, che imposero agli Argivi il taglio dei capelli (era loro tradizione portarli lunghi); da allora gli Spartiati introdussero l'uso di portare i capelli lunghi.

#### Educazione degli Spartiati

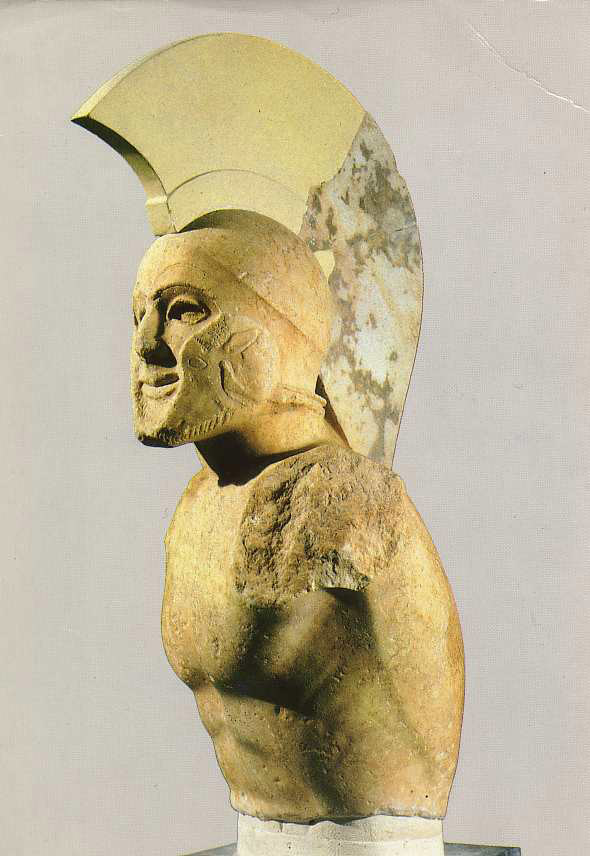
Busto di oplita

Il caratteristico sistema educativo a cui obbligatoriamente veniva sottoposto ogni giovane spartiate era detto agoghé (ἀγωγή). A sette anni lasciava la famiglia e veniva inserito in un gruppo di coetanei guidati da un ragazzo più grande, imparando danza e musica e, «solo perché non se ne poteva fare a meno» a leggere e a scrivere; ma il contenuto principale del sistema era il rafforzamento del carattere e la preparazione alla guerra.
Verso i vent'anni entrava a far parte degli "ireni" (εἴρηνες, eirenes), soldati che continuavano il proprio addestramento istruendo a loro volta un gruppo di Spartiati più giovani. Poteva allora anche essere impiegato nell'annuale "caccia agli iloti" (κρυπτεία krypteía): confinato in località periferiche, con mezzi limitati, armato di un pugnale e nascosto di giorno poteva derubare e uccidere legalmente gli iloti in cui si fosse imbattuto, in modo da sperimentare l'efficienza della propria formazione militare. Questa usanza è considerata da alcuni studiosi complementare alla formazione del cittadino spartano, orientata verso il sistema oplitico e retaggio di una possibile tradizione precedente il nuovo ordinamento militare.
A trent'anni lo spartiate acquisiva il diritto di voto nell'assemblea (apella) e poteva sposarsi; non è chiaro se fosse ammesso ai sissizi (συσσίτια) della propria fratria a venti o a trent'anni. Il regime di vita, fondato su addestramento militare e banchetti comunitari – la specialità dei quali era il "brodo nero" – rimaneva semplice e rustico per tutta la sua vita (da cui l'aggettivo "spartano" a indicare uno stile di vita frugale ed essenziale che non concede alcunché al lusso e al superfluo).
Un tipo di educazione con caratteristiche analoghe veniva impartito alle femmine: infatti anche alle bambine veniva applicato uno schema educativo in base al quale le fanciulle, dai sette anni all'adolescenza, venivano sottratte alla famiglia e vivevano in collegi, nel culto di Artemide, nei quali svolgevano esercizio fisico ed imparavano a tessere, a manipolare il grano, ad affrontare l'esperienza della sessualità e della maternità.

#### I Perieci

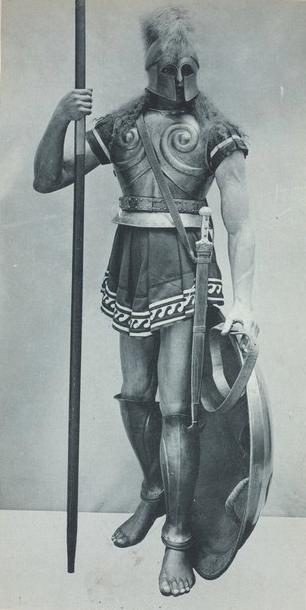
Rappresentazione di un soldato spartano

I Perìeci (περι-οίκοι "quelli che abitano intorno") erano gli abitanti delle comunità presenti nei territori che circondavano la città, come le parti costiere del territorio, viventi, sebbene sotto il dominio politico di Sparta, in stato di libertà e di autonomia, soprattutto dediti a lavori commerciali e artigianali, attività che gli Spartani non potevano praticare. Sull'origine dei Perieci ci sono pareri discordanti: c'è chi ritiene che derivassero da popolazioni micenee o pre-micenee assoggettate dagli Spartani al momento della loro invasione del territorio (che, a differenza di quelle divenute Iloti, non avrebbero opposto resistenza militare); un'altra ipotesi è che la loro origine risalisse a insediamenti militari situati in prossimità della frontiera o ancora che si trattasse di Messeni privilegiati per spezzare la solidarietà fra i vinti. I Perieci erano obbligati a combattere, in posizione subalterna, a fianco di Sparta in caso di guerra, formando battaglioni armati alla leggera, costretti ad aprire il combattimento per indebolire l'avversario. Essi rimanevano autonomi nelle loro città, ma erano obbligati al pagamento di tasse a Sparta, senza godervi di alcun diritto politico.

#### Gli Iloti
Gli Iloti non avevano diritti: vivevano in uno stato di servitù o prigionia di guerra in quanto dovevano lavorare terre dello Stato, assegnate in usufrutto ai cittadini i quali, così come non potevano vendere i propri appezzamenti di terreno, non potevano neppure né affrancare né vendere questi schiavi-agricoltori, che erano perciò anch'essi in usufrutto degli Spartani i quali potevano al più prestarseli in caso di necessità «come fossero beni propri».
Essi svolgevano anche i lavori domestici e si accompagnavano ai loro «padroni», se possiamo dar credito a Plutarco quando scrive di Timaïa, moglie del re Agide II, che conversava con le sue serve ilote, confidando loro che il bambino che ella portava in grembo non era del marito ma dell'amante. Oltre a essere anche artigiani, gli Iloti potevano servire i giovani spartani durante la loro educazione, e in tal caso erano chiamati μόθωνες, móthones.
Essi dovevano consegnare una parte fissa - l'ἀποφορά, apophorà - della produzione agricola del fondo agricolo (kléros) al padrone, conservando il resto per il proprio sostentamento. La quantità da fornire sarebbe stata pari, secondo Plutarco, a 70 medimmi (un medimno è l'equivalente di circa 52 litri) d'orzo per ogni uomo e a 12 per ogni donna, oltre a quantità d'olio e di vino.
Ogni anno gli efori spartani dichiaravano formalmente guerra agli Iloti, così da rendere lecite aggressioni nei loro confronti. Le dure condizioni in cui si trovavano gli Iloti e il loro numero, essendo stati sempre più numerosi degli Spartani (non si sa con sicurezza in che proporzione, forse è eccessivo il rapporto suggerito da Erodoto di 7 a 1 nel V secolo a.C.), facevano temere continuamente la possibilità di rivolte. Particolarmente significativa fu quella del 464 a.C., seguita a un terremoto che colpì la città, durante la quale gli Iloti si arroccarono sul monte Itome, nel cuore della Messenia.

### L'organizzazione dello Stato

Struttura organizzativa e rapporti interistituzionali dello Stato spartano, secondo la Grande Rhetra

La costituzione spartana era peculiare e differiva da quella di tutte le altre città greche. Essa era fatta risalire a Licurgo, che si sarebbe basato su una rhetra (ῥήτρα), ossia un oracolo, ricevuto a Delfi. La sacralità dell'immutabile ordinamento spartano veniva così fondata direttamente sulla volontà del dio Apollo.
Ecco come Plutarco riferisce la rhetra ricevuta da Licurgo: «Eretto un tempio a Zeus Sillanio e ad Atena Sillania, formate le tribù (Φυλή) e ordinati i villaggi (Ὠβά), istituito un Consiglio di trenta anziani (γερουσία), compresi i re (ἀρχηγέτας), raduna l'assemblea di tanto in tanto tra Babica e Cnacione ove presentare e respingere proposte di legge; al popolo spetti il potere di approvarle».
Lo Stato era quindi organizzato in tribù e villaggi ed il potere risiedeva in tre istituzioni: i re, la Gherusia e l'assemblea popolare di tutti gli Spartiati, l'Apella. I dati demografici relativi ai villaggi (inizialmente quattro, poi cinque per l'aggiunta di Amicle, e poi forse anche di più) e il loro rapporto con l'organizzazione militare sono piuttosto oscuri: una delle interpretazioni ipotizza, a fronte di una popolazione maschile spartana di 9 000 unità, un esercito composto di 6 500 elementi, 9 villaggi di 1 000 uomini ciascuno che fornissero ognuno circa 720 uomini ad ogni mora (reggimento), essendo ogni mora composta da tre lochoi (schiere) ciascuna di 240 uomini, forniti a ogni schiera da una singola fratria.
La monarchia era stata la forma di governo usuale nella Grecia arcaica, ma solo a Sparta essa si conservò fino all'epoca classica, nella forma particolare della diarchia. I due re appartenevano l'uno alla famiglia degli Agiadi e l'altro a quella degli Euripontidi e si credeva che entrambe le dinastie discendessero direttamente da Eracle. Le competenze dei re, limitate dalle attribuzioni degli altri organi dello Stato, erano in epoca classica esclusivamente militari e religiose. Si trattava comunque di due settori entrambi essenziali nella vita dello Stato: ai re spettava il comando dell'esercito e la mediazione tra umano e divino, rappresentando la comunità presso gli dei e interpretando la loro volontà a beneficio della città. Non a caso quasi tutti gli spartani di cui si è conservato il ricordo, da Leonida ad Agesilao, furono re.
La Gherusia, ossia il consiglio degli anziani composto da trenta membri compresi i due re, aveva importanti poteri giudiziari (in particolare nei processi capitali) e soprattutto politici. Spettava alla Gherusia la formulazione e l'esame preliminare delle proposte da sottoporre all'assemblea, che poteva solo approvarle o respingerle, senza avere né potere di iniziativa né possibilità di discutere. La volontà dell'assemblea (costituita da tutti gli Spartiati che avevano compiuto trenta anni) non veniva appurata contando i voti, ma per acclamazione, ossia con la forza delle grida: un sistema arcaico che le altre poleis avevano abbandonato. Inoltre Plutarco afferma che «qualora il popolo alteri la proposta prima di adottarla, gli anziani e i re possono togliere la seduta, cioè non ratificano la decisione ma si allontanano e sciolgono l'adunanza, perché perverte e cambia in peggio la proposta che è chiamata a votare».

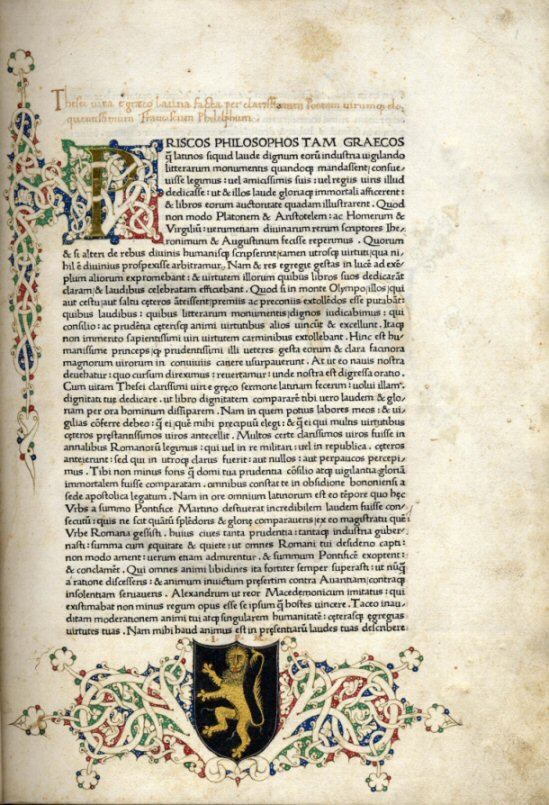
Antica edizione delle Vite parallele di Plutarco

Il senso di questo passo, secondo W. G. Forrest, sembra essere questo: la Gherusia si riuniva una prima volta e presentava i suoi progetti all'assemblea che poteva approvarli immediatamente o avanzare delle proposte correttive, se non respingerli del tutto. In questo secondo caso, la Gherusia si sarebbe nuovamente riunita a parte per valutare le obiezioni dell'assemblea: ripresentate una seconda volta le sue proposte, sia che fossero immutate sia che contenessero delle modifiche, l'assemblea poteva solo approvarle senza ulteriori discussioni. L'assemblea avrebbe avuto di fatto solo un potere consultivo e il regime spartano si qualificherebbe come oligarchico.
Va però osservato che l'appartenenza alla Gherusia, a differenza di quanto accadeva per istituzioni apparentemente analoghe tipiche dei regimi oligarchici, non era un diritto ereditario: i suoi membri, detti geronti, erano eletti dall'assemblea tra tutti gli Spartiati di almeno sessanta anni di età e restavano in carica a vita. Anche in questo caso si procedeva con le grida: un comitato di giudici determinava gli eletti in base al volume delle acclamazioni ricevute dall'assemblea. Anche se probabilmente la famiglia di appartenenza giocava un ruolo importante in queste elezioni, è un fatto che a Sparta all'interno degli Spartiati, tranne l'eccezione delle due dinastie reali, non esisteva un'aristocrazia in senso proprio, con organi istituzionali riservati ai propri membri.
Il potere della Gherusia e dei re era inoltre fortemente limitato da un altro organo istituzionale, che la tradizione attribuiva anche a Licurgo ma in realtà non era previsto dalla rhetra: il consiglio dei cinque efori (éphoroi, ossia ispettori, da ephoráô, sorvegliare). Erano eletti anch'essi dall'assemblea, ma tra tutti gli Spartiati, senza limiti di età, restavano in carica un solo anno e non erano rieleggibili. I poteri degli efori, che dovevano decidere all'unanimità, erano molto estesi: avevano ampie competenze giudiziarie, ricevevano gli ambasciatori, firmavano i trattati, presiedevano l'assemblea (un incarico che in epoca arcaica era spettato ai re), potevano ordinare la mobilitazione dell'esercito, rimuovere i magistrati dai loro incarichi, e in generale controllavano che gli altri organi, re inclusi, esercitassero i loro poteri nei limiti stabiliti dalla tradizione. Uno degli efori, chiamato eforo eponimo, dava il nome all'anno in corso e ai documenti ufficiali. Poiché eletti dall'assemblea di tutti i cittadini, almeno teoricamente rappresentavano un importante elemento di garanzia di eguaglianza nella società degli Spartiati. Cicerone, nel De re publica, li paragona in effetti ai tribuni della plebe, ma Aristotele, nella Politica, ai tiranni greci. Una volta scaduto il loro mandato, il loro operato poteva essere valutato dai loro successori e, se il caso, potevano subire punizioni fino alla morte. Significativamente, si sono tramandati moltissimi episodi e aneddoti che li riguardano, ma sempre come organo collegiale, mentre quasi mai si è conservato il ricordo di un particolare eforo.
In sostanza, il sistema politico che si costituì a Sparta nel VII secolo a.C. era del tutto originale rispetto alle altre città greche. Esso riservò tutti i diritti a una casta minoritaria, riducendo gli iloti in condizioni di oppressione non confrontabili con quelli degli schiavi del resto del mondo greco, ma all'interno del gruppo degli Spartiati riuscì a realizzare uno stabile equilibrio dei poteri fra i monarchi, le famiglie più potenti e la comunità di tutti i cittadini, che esprimeva un esercito professionale dotato di una straordinaria compattezza e capacità combattiva, specie se paragonata a quella delle milizie delle altre città greche, di scarsa istruzione militare o alle bande mercenarie di altri Paesi.
La struttura istituzionale spartana si conserverà a lungo immutata. Molto lodata da alcuni pensatori antichi - basti pensare a Platone - ed esecrata da altri, sarà modificata solo dopo cinque secoli, all'alba della crisi decisiva della città, ma rimarrà, nel bene e nel male, un modello di riferimento nel corso della storia successiva.

### La condizione femminile a Sparta
A Sparta le donne godevano di maggiore libertà rispetto a tutte le altre popolazioni della Grecia. A differenza infatti delle altre donne greche, che trascorrevano praticamente la vita nel gineceo delle loro case, le spartane venivano educate a vivere liberamente all'aria aperta. Anche se sposate, non erano tenute a dedicarsi né ai lavori domestici, cui provvedevano le schiave, né alla crescita dei figli, affidata alle nutrici. Esse non godevano di diritti politici ma erano libere di dedicarsi al canto, alla danza e soprattutto agli esercizi ginnici, cui erano addestrate fin dalla più tenera età, in quanto si pensava che così facendo esse potessero crescere sane e robuste e quindi altrettanto sani e robusti sarebbero stati i loro figli. Vestivano con tuniche corte e potevano inoltre liberamente circolare con gli uomini. Gli altri greci, per queste abitudini peculiari delle spartane, favoleggiavano così della libertà anche sessuale delle donne di questa città e del loro ascendente sugli uomini, dato che con questi si stabiliva una confidenza sconosciuta alle altre donne greche. Narra ad esempio Plutarco che un giorno una straniera avrebbe detto a Gorgo, moglie del re di Sparta Leonida: "Voi spartane siete le sole donne che comandano i loro uomini". E Gorgo rispose: "Siamo le sole che generano uomini". I loro diritti sono scritti sulla "Grande epigrafe" di Gortina, che garantiva loro perfino il diritto di evitare i matrimoni sgraditi.
Alla morte del padre le figlie femmine, in assenza di primogeniti maschi, dovevano sposare il parente più stretto, ma potevano rifiutare il matrimonio e risarcirlo con una somma di denaro, continuando a vivere nella casa in città e con la metà dei beni.

### La cultura a Sparta
Per quanto riguarda la poesia e la musica, nel VII secolo a.C., alla stessa epoca in cui si formano lo Stato e le sue istituzioni, Sparta è un centro di grande fervore creativo, che riesce a fondere la propria tradizione con quelle provenienti da altre aree geografiche, attirando artisti di diversa origine. Le feste religiose tradizionali erano solennizzate con l'organizzazione di agoni per gare solistiche di canto accompagnate dalla cetra (citarodia) e con l'affidamento dell'istruzione dei cori (la corodidascalia) a compositori di origine per lo più straniera. Soprattutto al nomos citarodico solistico dette il suo contributo Terpandro.
Una delle invenzioni da lui introdotte riguardò la sostituzione della cetra dorica a quattro corde, con quella lidia e lesbica a sette corde (eptacordo). A lui Pindaro inoltre attribuisce l'invenzione di un altro strumento musicale: il barbitos. Taleta fu il fondatore della seconda Scuola musicale e il primo che istituì le Gimnopedie, per le quali avrebbe composto dei peani. Nella sfera del canto apollineo e in una gamma musicale da lui stesso "escogitata" (quella "italica"), si cimentò Senocrito di Locri Epizefiri.
I massimi esponenti della lirica a Sparta furono però Tirteo e Alcmane: il primo cantore dei valori militareschi che avrebbero condotto la città alla futura egemonia sulla Grecia; il secondo autore invece di gioiose liriche amorose che furono utilizzate nelle feste religiose. Tirteo e Alcmane, come Terpandro, non erano originari di Sparta, che riusciva ad attirare e utilizzare talenti artistici del massimo livello di varia provenienza.
Mentre nel settore della lirica e della musica l'apice viene raggiunto nel VII secolo, nel campo delle arti figurative i migliori risultati furono raggiunti da Sparta nel secolo successivo, al quale appartengono, tra gli altri, lo scultore Baticle e l'architetto Teodoro di Samo. Nello stesso VI secolo ceramiche e lavori in avorio e in bronzo di fattura spartana sono stati trovati in tutto il Mediterraneo e anche oltre.
La cultura incoraggiata a Sparta era tuttavia solo quella utile allo Stato: non rientravano in questa categoria, nella mentalità dei Lacedemoni, prodotti culturali come la filosofia, la storiografia o il teatro. Rispetto al resto del mondo greco a Sparta si studiava e si scriveva decisamente di meno.
Dal V secolo a.C. in poi la creatività spartana si esaurì anche nell'ambito poetico e musicale: queste forme d'arte continuarono ad essere usate (ad esempio le formazioni oplitiche spartane, a differenza degli altri eserciti dell'epoca, affrontavano i nemici con una lenta marcia accompagnata da canti e dal suono dei flauti), ma per i bisogni dello Stato bastò continuare a usare le vecchie composizioni.

## L'egemonia nel Peloponneso
Tra la fine del VI e l'inizio del V secolo a.C. Sparta ottenne l'incontrastata egemonia nel Peloponneso e, sviluppando un'attiva politica estera sostenuta da interventi militari, pose la sua candidatura a città guida di tutto il mondo greco.
Il principale artefice di questi sviluppi fu Cleomene I, re di Sparta approssimativamente dal 520 a.C. al 490 a.C. L'egemonia nel Peloponneso, conquistata grazie a nuove guerre vittoriose contro Argo (fino alla sua disastrosa e definitiva sconfitta nella battaglia di Sepeia nel 494 a.C.) fu esercitata con lo strumento che gli storici moderni hanno chiamato lega peloponnesiaca. Si trattava in realtà di una serie di trattati bilaterali tra Sparta e ciascuna delle altre città che s'impegnavano ad avere "gli stessi amici e nemici dei Lacedemoni", garantendo così non solo il loro appoggio alle imprese militari esterne decise unilateralmente da Sparta, ma anche aiuto nel caso di rivolte degli iloti.
All'esterno del Peloponneso Cleomene distinse nettamente tra la Grecia continentale, che considerava potenziale sfera d'influenza di Sparta e il resto del mondo greco, che considerava troppo lontano perché interventi militari spartani fossero consigliabili; rifiutò ad esempio di intervenire a Samo e nelle colonie ioniche dell'Asia minore, nonostante pressanti richieste.
I ripetuti interventi spartani nella politica ateniese finirono nell'insuccesso. In un primo momento Sparta dette un contributo essenziale alla cacciata del tiranno Ippia nel 510 a.C. Successivamente però, quando Cleomene cercò di usare le forze degli alleati peloponnesiaci per instaurare la tirannide di Isagora e quando, deluso dalla sconfitta di Isagora ad opera di Clistene, tentò di riportare al potere Ippia, fu abbandonato sia dagli alleati che dal coreggente Demarato, provocando il primo importante scacco della politica spartana.

## Sparta nelle guerre persiane
Sparta non partecipò alla Prima guerra persiana: nel 490 a.C. rispose positivamente alla richiesta di aiuto da parte di Atene, ma adducendo motivi religiosi (alcuni storici sostengono che le forze spartane erano impegnate nella repressione di una rivolta di Iloti), ritardò la partenza dell'esercito, che non fece in tempo a partecipare alla battaglia di Maratona.
Il contributo di Sparta alla Seconda guerra persiana, nella quale assunse il comando delle operazioni, fu invece fondamentale e rafforzò la sua candidatura a stato guida del mondo greco. Il sacrificio dei trecento spartani al comando di Leonida alle Termopili nel 480 a.C., anche se non fu determinante dal punto di vista militare, rimase nell'immaginario collettivo greco come esempio di abnegazione ed eroismo. La squadra navale condotta da Euribiade dette un importante contributo alla vittoria di Salamina e fu il generale spartano Pausania a comandare le forze greche nella battaglia di Platea del 479 a.C., che concluse la guerra a favore dei Greci.

## La guerra del Peloponneso e l'egemonia sulla Grecia
Dopo la fine vittoriosa delle Guerre Persiane, la crescente sfera d'influenza di Sparta, nonostante alcuni gravi problemi interni (una rivolta di Iloti, iniziata approfittando di un grave terremoto che aveva colpito la città, fu repressa a stento nel 464 a.C. e fu ricordata come la "terza guerra messenica") finì fatalmente per scontrarsi con l'imperialismo ateniese. La "Lega Navale Attica", nata come alleanza anti-persiana, si era trasformata infatti in un impero che legava ad Atene un insieme di città asservite. Dopo alcuni scontri limitati, conclusi con una tregua nel 445 a.C., si giunse alla guerra quasi trentennale passata alla storia con il nome di guerra del Peloponneso (431 a.C. - 404 a.C.), che vide tutto il mondo greco diviso in due campi e si combatté in Grecia, in Italia, in Sicilia, in Africa e in Asia Minore. Dopo alterne vicende, nelle quali da parte spartana si distinsero soprattutto il generale Brasida e poi il comandante della flotta Lisandro, la guerra fu decisa dallo scontro navale finale a Egospotami, nel quale la flotta ateniese fu distrutta. Atene dovette accettare dure condizioni di pace e Sparta divenne la potenza egemone sull'intera Grecia. La rivalità fra Atene e Sparta sta all'origine del detto «Se Atene piange, Sparta non ride».

## La fine dell'egemonia spartana

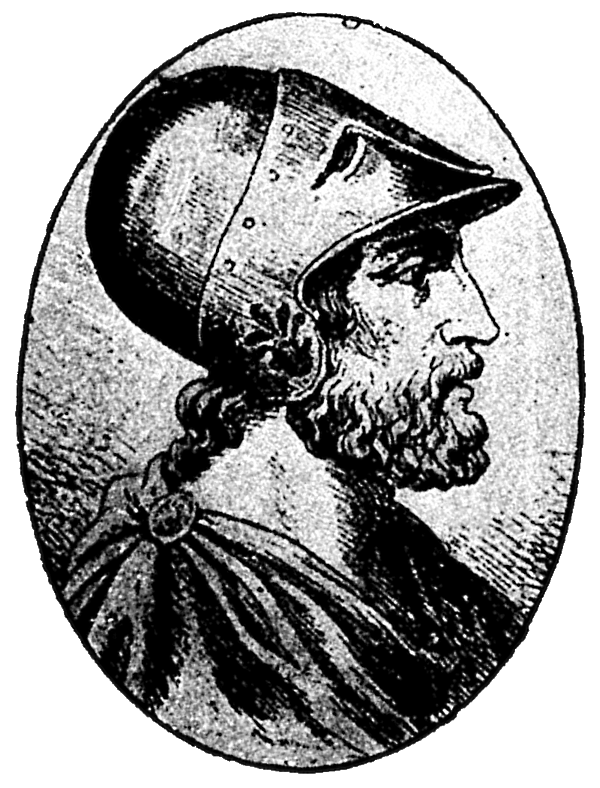
Ritratto del generale Epaminonda

Il declino di Sparta iniziò subito dopo la sua conquista del potere sull'intera Grecia. Sparta organizzò i suoi domini inviando in molte città dei governatori con pieni poteri, detti armosti.
Nonostante i successi militari del re Agesilao, ottenuti sia in Grecia sia nei confronti dei Persiani, due episodi resero manifesta la debolezza dell'egemonia spartana: la congiura di Cinadone, del 398 a.C., che tentò di sottrarre il monopolio del potere agli Spartani e la guerra di Corinto, che contrappose dal 395 al 388 a.C. Sparta a una coalizione di cui facevano parte Atene, Tebe, Argo e Corinto in condizioni di sostanziale equilibrio.
Nel 386 a.C., in seguito ad una sconfitta navale, fu sottoscritto con il re di Persia un trattato di pace alle sue condizioni, la pace di Antalcida, che limitava la sfera d'influenza di Sparta nell'Egeo.
Sparta quindi entrò in conflitto con Tebe, che nel 379/378 a.C. si era ribellata al governo oligarchico impostole e da questa, sotto il comando di Epaminonda, fu sconfitta nel 371 a.C. a Leuttra. L'anno successivo, nel 370 a.C., Epaminonda invase il Peloponneso, assediò Sparta e le tolse il controllo dalla Messenia, privandola della base del suo sistema di potere e instaurando una vera e propria egemonia tebana. Sparta tentò di reagire alleandosi con Atene contro Tebe, ma nel 362 a.C. venne di nuovo sconfitta da Epaminonda nella battaglia di Mantinea.
Dopo la vittoria di Filippo II di Macedonia nella battaglia di Cheronea del 338 a.C. sulle forze greche capeggiate da Tebe e Atene, Sparta, pur rimanendo formalmente autonoma, fu sottoposta all'egemonia macedone. Il tentativo di liberarsi dei Macedoni, tentato dal re spartano Agide III con l'omonima guerra (334 a.C. – 331 a.C./330 a.C.) si concluse con la sconfitta di Megalopoli a opera dell'amministratore della Macedonia Antipatro, che costrinse Sparta a un trattato di pace e alla consegna di cinquanta ostaggi scelti tra i membri della gioventù spartana.

## Tentativi di riforma e definitiva fine dell'indipendenza
Nel III secolo a.C. alla crisi politica si aggiunsero quelle demografica ed economica: alla metà del secolo erano rimasti circa 700 spartiati, in massima parte oberati di debiti verso pochi latifondisti. In questa situazione un programma di radicali riforme, basate sulla remissione dei debiti e un sostanziale allargamento della cittadinanza fu portato avanti dai sovrani Agide IV e Cleomene III. Il secondo ebbe per qualche tempo successo, ma le speranze di una ripresa del ruolo politico di Sparta vennero meno quando la guerra contro la lega achea, alleata dei Macedoni, finì con la disastrosa sconfitta di Sellasia, nel 222 a.C. Con questa sconfitta finì anche l'autonomia politica di Sparta, che fu incorporata nello Stato macedone fino al 206 a.C., quando Nabide tentò per l'ultima volta di restaurare l'autonomia e la potenza spartana.
Nel 195 a.C. Nabide fu sconfitto dai Romani e Sparta dovette entrare nella Lega Achea. Nel 146 a.C. entrò a far parte dei domini di Roma insieme a tutte le città greche.
Alla fine del IV secolo d.C. fu interessata dai saccheggi effettuati dai Goti di Alarico, mentre nel VI – secondo la Cronaca di Monemvasia – da quelli degli Slavi durante la loro invasione dei Balcani. Rimasta disabitata, nei suoi pressi fu costruita la cittadina di Mistra (o Misitra).